# Система (компанія)
АФК «Система» — російська промислово-фінансова група, заснована у 1993 році, штаб-квартира у Москві. Контролюючим акціонером є підприємець і голова ради директорів компанії Володимир Євтушенков. Чистий прибуток групи у 2013 році склав 2 млрд доларів.

## Активи
В Акціонерну фінансову корпорацію «Система» входять стільниковий оператор «Мобільні ТелеСистеми» (МТС) (частка ефективного володіння становить 53,5 %), «Башнєфть» (78,8 %), енергетична компанія БЕСК (90,9 %), медійний холдинг «Система Мас-медіа» (87,5 %), МТС банк (87 %), туристичний холдинг «Інтуріст» (66 %), група компаній «Дитячий світ» (100 %), мережа клінік «Медсі» (75 % — 1 акція), оператор мобільного зв'язку в Індії Sistema Shyam TeleServices (56,7 %) тощо.